# The Curious Case of Benjamin Button (musical)
The Curious Case of Benjamin Button è un musical del 2019 con libretto di Jethro Compton e musiche di Darren Clark, liberamente tratto dall'omonima novella di Francis Scott Fitzgerald. Al contrario del racconto di Fitzgerald, il musical è ambientato in Cornovaglia invece che negli Stati Uniti.

## Trama
Dopo la fine della Grande Guerra, in un piccolo villaggio della Cornovaglia, nasce Benjamin Button che, al contrario di chiunque altro, nasce anziano e ringiovanisce con il passare degli anni.

## Brani musicali
Atto I
- Rag Ty Yw Tre
- The Western Wind
- The Kraken’s Lullaby
- A Little Life
- When E’re She looked At Me
- Matter Of Time I
- The Moon And The Sea
- Will You Go?
- Home
- Home (Reprise)
- Shippin’ Out Tomorrow

 Atto II 
- The Western Wind (Reprise)
- The Tide Is Comin’ In
- Matter Of Time II
- The Tide Is Comin’ In (Reprise)
- Rollin’ Away
- Rollin’ Away (Reprise)
- The Kraken’s Lullaby (Reprise)
- Home (Reprise)
- Time
- A Little Life (Reprise)
- The Western Wind (Reprise)
- Rag Ty Yw Tre (Reprise)
- Rollin’ Away (Reprise)

## Storia
Il musical è stato portato al debutto alla Southwark Playhouse nel 2019 ed è stato riproposto nel medesimo teatro nel 2023 con Jamie Parker nel ruolo del protagonista. Forte delle recensioni positive, nell'ottobre 2024 è stato riproposto nel più capiente Ambassadors Theatre del West End, con John Dagleish e Clare Foster nei ruoli dei due protagonisti. Nel 2025 è stato candidato a quattro Premi Laurence Olivier, vincendo quello per il miglior nuovo musical, per il miglior attore protagonista (Dagleish) e la migliore colonna sonora (Compton e Clark).